# 下里正樹
下里 正樹（しもざと まさき、1936年12月28日 - 2022年6月24日）は、日本の記者、作家。1994年に日本共産党と党歴史認識対立で除名されるまで日本共産党員であり、同党機関誌「赤旗」（現在の「しんぶん赤旗」）の記者を務めていた。「赤旗」で掲載されていた将棋・新人王戦の観戦記を書いていたこともあり、観戦記者としての筆名は奥山紅樹。

## 経歴
大阪市出身。農林水産省職員として勤務後、日本共産党中央機関紙「赤旗」の記者となる。1972年に松本清張が「赤旗」に連載した小説『風の息』を担当した。その後、森村誠一のアシスタントになり、1980年代初頭、「赤旗」に連載された森村誠一『悪魔の飽食』（後に光文社より刊行）の執筆・取材に協力し、日本共産党や同党支持派から称えられた。その後に日本共産党中央の自党史認識に反する連載を理由に「虚構につらぬかれた反日本共産党の手記－下里はどこまで転落したか」とまで厳しく批判され、党を追放された。

### 日本共産党との党史認識差の表面化後
1989年12月「赤旗」紙上において連載が開始された「日本の暗黒―実録・特別高等警察」の取材・執筆に参加した。連載は翌年1990年代に続いていた。その中で下里は、戦前の共産党幹部である市川正一が特高に屈服し、供述に応じたという立場で執筆しようとした。しかし、「供述に応じなかった」派である日本共産党と機関誌「赤旗」編集局などから合意が得られず、1991年6月に連載は急に休載を余儀なくされた。
その後、下里は『弘前民主文学』に連載していた「小説」（のちに『京子浪淘』として刊行）で市川屈服説を発表した。このことを理由に、1994年5月31日、党から本部勤務員解雇・党員権1年間停止処分（除名に次ぐ処分）を受けた。下里によれば、党機関紙赤旗紙上での規律違反公表後、赤旗編集委員会あてに手紙を出した。そして、党内民主主義と憲法に反する高圧的な調査が7回にわたっておこなわれたなど解雇に至る事実経過について、党機関紙上で反論することを希望したが断られたという。その後、下里はそれへの公然とした非難を『文藝春秋』誌上に公表 した。
そのため、同1994年11月11日、日本共産党から「規律違反」を理由に除名処分を受け、機関誌赤旗でも厳しく批判された。
引退後は長野県に住み、木村愛二とは旧知の仲であった。晩年は高知市に在住、2022年6月に85歳で没した。

## 著書

### 単著
- 『白い亀裂 : ドキュメント健保改悪と医療現場』新日本出版社 1984年
- 『「悪魔」と「人」の間　「731部隊」取材紀行』日本機関紙出版センター、1985年4月10日。NDLJP:12228112。(要登録)
- 『隠された聯隊史―「20i」下級兵士の見た南京事件の実相』1987年 平和のための京都の戦争展実行委員会
- 『続・隠された聯隊史―MG中隊員らの見た南京事件の実相』1988年 平和のための京都展実行委員会
- 『ひらめキョンシー、ノー!―教育現場でいま何が起きているのか』 1989年 機関紙共同出版
- 『悪魔の白い霧―追跡ドキュメントサリン事件とオウム真理教』 1995年5月 ポケットブック社
- 『京子浪淘―浪淘沙ながくも声をふるわせてうたふがごとき旅なりしかな』 1995年7月 五月書房
- 『オウムの黒い霧―オウム裁判を読み解く11のカギ』 1995年10月 双葉社 ISBN 4575285137

#### 奥山紅樹名義
- 『前進できぬ駒はない!—新人王戦熱血譜のドラマ 棋士の強さとは何か』 1978年 晩聲社
- 『プロ棋士―その強さの秘密』晩聲社 1978.12
- 『盤上に賭ける！ プロとアマの間』晩聲社 1979.5
- 『将棋まるひ上達法 5人の一流棋士が明かす』枻（えい）出版社 1979.11
- 『将棋の国のたんけん たのしい将棋のおぼえ方』永岡書店 1980.7
- 『一流棋士六人が語るとっておきの上達法』晩聲社 1982.1
- 『たかが将棋、されど将棋』 1984年 晩聲社
- 『盤側いろは帖』晩聲社 1984.11

### 共著
- 日本の暗黒シリーズ…森村誠一（著者名のクレジットはなく、執筆者としてときどき登場した）・下里正樹・宮原一雄
  - 『日本の暗黒第1部 実録・特別高等警察 五色の雲!』 新日本出版社 1990年10月 ISBN 4406018905
  - 『日本の暗黒第2部 実録・特別高等警察 シリウス墜つ』 新日本出版社 1990年10月 ISBN 4406018913
  - 『日本の暗黒第3部 実録・特別高等警察 虎徹幻想』 新日本出版社 1991年1月 ISBN 4406019189
  - 『日本の暗黒第4部 実録・特別高等警察 母』 新日本出版社 1991年6月 ISBN 4406019677
- 井口和起, 木坂順一郎, 下里正樹編著『南京事件・京都師団関係資料集』青木書店、1989年12月
- 下里正樹, 松本衛士 [述]『日本の暗黒・長野県の夜明け : 対談 : 再び戦争と暗黒政治を許すな : 治安維持法公布65周年記念』治安維持法犠牲者国家賠償要求同盟長野県本部、1990年7月
- 下里正樹・ホリエモン人間研究会『間違いだらけのホリエモン嫌い 堀江貴文の発想「金と夢はこうしてつかめ」』あ・うん 2005年

### 執筆・取材に協力
- 悪魔の飽食シリーズ…森村誠一・下里正樹（正式な著者クレジットはすべて森村単独）
  - 『悪魔の飽食 「関東軍細菌戦部隊」恐怖の全貌!』 カッパ・ノベルス、1981年11月 絶版の経緯は悪魔の飽食の項目参照のこと
  - 『悪魔の飽食（続） 「関東軍細菌戦部隊」謎の戦後史 衝撃のノンフィクション』カッパ・ノベルス、1982年7月 絶版の経緯は同上
  - 『新版悪魔の飽食 日本細菌戦部隊の恐怖の実像』 角川書店、1983年6月
  - 『新版悪魔の飽食（続）第七三一部隊の戦慄の全貌!』角川書店、1983年8月
  - 『悪魔の飽食（第3部）』 角川書店、1983年8月
  - 『悪魔の飽食（第3部）』 角川書店(角川文庫)、1985年8月
  - 『悪魔の飽食（続）新版（改訂新版）第七三一部隊の戦慄の全貌!』 角川書店、1994年
  - 『悪魔の飽食ノート』 晩聲社、1982年5月
  - 『ノーモア悪魔の飽食』 晩聲社、1984年